# Walter Matthau

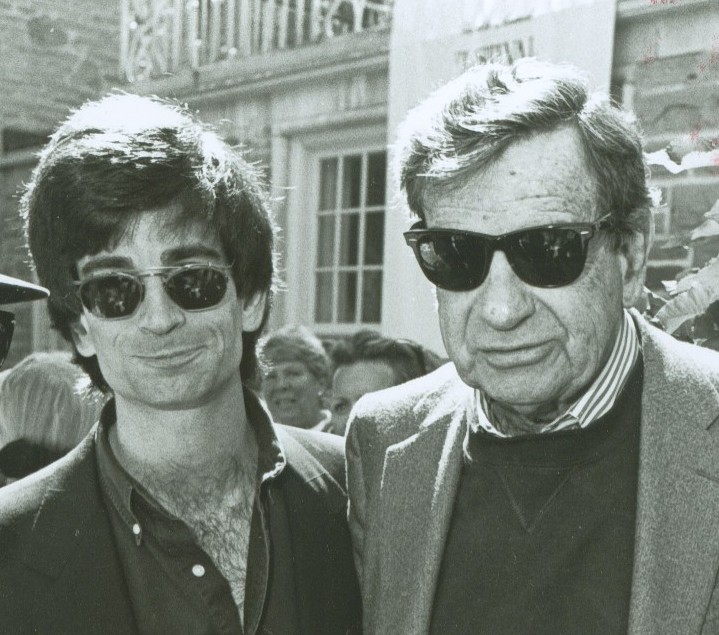
Walter Matthau mit seinem Sohn Charles, 1990er Jahre

Walter John Matthau [ˈmæθaʊ] (* 1. Oktober 1920 in New York City als Walter John Matthow; † 1. Juli 2000 in Santa Monica, Kalifornien) war ein US-amerikanischer Filmschauspieler und Oscarpreisträger. Er ist vor allem für seine Auftritte in Filmkomödien an der Seite von Jack Lemmon bekannt, wurde wiederholt aber auch als Charakterdarsteller eingesetzt. Sein spezielles Markenzeichen war sein unverwechselbares „Knautschgesicht“.

## Leben und Werk

### 1920–1945
Walter Matthau wurde am 1. Oktober 1920 als Walter John Matthow in der Lower East Side geboren. Er war der Sohn litauischer Immigranten jüdischen Glaubens. Sein Vater verließ die Familie, als er drei Jahre alt war. Mit seinem älteren Bruder Henry wuchs er in großer Armut auf, ihre Mutter Rose arbeitete hart und hatte als Näherin nur ein bescheidenes Einkommen. Im Alter von vier Jahren spielte Matthau in religiösen Bühnenstücken mit, in der Grundschule las er bei Versammlungen Gedichte vor. Er arbeitete als Süßigkeitenverkäufer in jüdischen Theatern, übernahm Kleinstrollen in Bühnenstücken und entschied sich, die Schreibweise seines Namens zu ändern, weil er Matthau eleganter fand. Im Alter von 14 Jahren spielte Matthau die Rolle des Polonius in einer Hamlet-Produktion. Auch an Sport und Wettspielen war er interessiert.
Nach seinem Schulabschluss schlug sich Matthau ab 1939 drei Jahre lang mit schlecht bezahlten Jobs durch und schrubbte unter anderem Fußböden in einer Fabrik. Im April 1942 wurde er zur Army eingezogen, ab 1943 war er in Großbritannien stationiert. Matthau diente bei der 453rd Bombardment Group der 8th Air Force, der auch James Stewart (im Rang eines Colonels) angehörte. Da Matthau lediglich Staff Sergeant war, hatte er aber kaum Kontakt zu dem berühmten Hollywood-Schauspieler. Matthau wurde während des Krieges mehrfach verwundet. Er selbst hat seine Kriegserlebnisse immer heruntergespielt und beispielsweise erzählt, er sei während des Krieges „Tischtennismeister der Streitkräfte“ gewesen.

### 1945–1964
Nach dem Krieg profitierte Matthau davon, dass die Regierung an ehemalige Soldaten großzügige Ausbildungsstipendien vergab. Er studierte zunächst Journalismus und wechselte dann zum Dramatic Workshop der New School of Social Research, der von Erwin Piscator in New York 1940 gegründet und bis 1951 geleitet wurde. Zahlreiche bekannte US-Schauspieler wurden dort von Piscator ausgebildet, deren Leistungen seinen nachhaltigen Einfluss auf die Entwicklung der amerikanischen Schauspielkultur bezeugen. Piscators Dramatic Workshop gilt als ein Vorläufer des Actors Studios.
Matthau studierte zusammen mit Kollegen wie Rod Steiger, Tony Curtis, Eli Wallach oder Harry Belafonte, die so wie er später in Hollywood Karriere machten. Er sammelte erste Erfahrungen als Schauspieler und spielte in Sommertheatern und am Orange County Playhouse in New York. Sein Einkommen besserte er mit Jobs als Kellner oder Bürstenverkäufer auf. Für das Bühnenstück Twilight Walk bekam Matthau den Preis der New Yorker Theaterkritiker. Ab 1950 übernahm er Rollen im Fernsehen, bei dem damals kurze Stücke live aufgeführt wurden, was den Schauspielern ein hohes Maß an Können und Disziplin abforderte. Zahlreiche bekannte Darsteller wie Jack Lemmon, Paul Newman oder Charlton Heston lernten ihr Handwerk über das Live-Fernsehen und eigneten sich so das Können an, das sie später als Filmschauspieler einsetzen konnten.
Matthau, der bis Mitte der 1960er durchweg für das Fernsehen tätig war, spielte unter anderem mehrfach in der Serie Alfred Hitchcock präsentiert. Parallel dazu arbeitete er weiterhin als Bühnenschauspieler und feierte Erfolge in Stücken wie Will Success Spoil Rock Hunter? oder A Shot in the Dark. Er erhielt für seine Theaterarbeit zwei Tony Awards. Da Matthau bereits seit frühester Jugend der Spiel- und Wettleidenschaft frönte, war seine finanzielle Lage meist angespannt. Einmal setzte er sein gesamtes Jahresgehalt auf den Ausgang eines Baseball-Schauturniers.
Sein Leinwanddebüt gab der seinerzeit 35-Jährige 1955 in dem Western Der Mann aus Kentucky, in dem er neben Burt Lancaster einen peitschenschwingenden Bösewicht spielte. In den folgenden Jahren machte er sich als Nebendarsteller von meist undurchsichtigen, eher unsympathischen Charakteren einen Namen. Obwohl ihm von der Kritik großes Talent bescheinigt wurde, schien der Darsteller mit dem zerfurchten „Knautschgesicht“ für eine große Kinokarriere nicht geeignet, da er den gängigen Idealvorstellungen eines Filmschauspielers überhaupt nicht entsprach. Regisseur Billy Wilder wollte Matthau 1955 für seine Komödie Das verflixte 7. Jahr als Hauptdarsteller verpflichten, doch das produzierende Studio weigerte sich, dem noch völlig unbekannten Schauspieler eine so gewichtige Rolle anzuvertrauen.
Matthau erarbeitete sich in Hollywood kontinuierlich Anerkennung und übernahm im Lauf der Jahre immer größere Rollen. Wegen seiner unverwechselbaren Erscheinung und seiner speziellen Schauspielbegabung erwarb er sich den Ruf eines „scene stealers“, der den Hauptdarstellern auch in kleinen Szenen die Schau stehlen konnte. Er arbeitete an der Seite bekannter Kollegen wie Kirk Douglas (Einsam sind die Tapferen, 1962) oder Cary Grant, neben dem er in dem Thriller Charade (1963) einen zwielichtigen CIA-Agenten mimte. Er spielte neben renommierten Darstellern wie Henry Fonda, Gregory Peck oder seinem ehemaligen Schauspielschulkollegen Tony Curtis.
Von 1959 bis zu seinem Lebensende war Walter Matthau mit Carol Grace (1924–2003), der Ex-Frau von William Saroyan, verheiratet. Ihr gemeinsamer Sohn Charles wurde Filmregisseur, unter dessen Regie der Vater 1995 in der Truman-Capote-Verfilmung Die Grasharfe spielte. Walter Matthau lebte privat sehr zurückgezogen und bezeichnete sich selbst als schüchternen Menschen. Er war ein großer Liebhaber klassischer Musik.

### 1965–1969
Nach einer 20-jährigen Schauspielkarriere gelang dem 45-Jährigen Mitte der 1960er Jahre der endgültige Durchbruch. Komödienautor Neil Simon wählte ihn 1965 als Hauptdarsteller seines Bühnenstückes Ein seltsames Paar, in dem Matthau als mürrischer, jedoch liebenswerter Chaot zu seiner Paraderolle fand, mit der er fortan identifiziert werden sollte. Das Stück wurde zu einem riesigen Erfolg und etablierte den Schauspieler als einen der führenden Bühnenkomödianten der USA.
Im Jahr darauf konnte sich Matthau auch als Kinodarsteller durchsetzen. Er übernahm in Wilders Tragikomödie Der Glückspilz (1966) die Rolle des durchtriebenen Winkeladvokaten Willi Gingrich, der einen komplizierten Versicherungsbetrug einfädelt. Der Film markierte den Beginn der sehr erfolgreichen Zusammenarbeit mit Jack Lemmon, zu diesem Zeitpunkt bereits einer der populärsten Hollywood-Stars. Lemmon und Matthau, die auch privat eng befreundet waren, avancierten zum bekanntesten Komödiantenduo ihrer Zeit und traten bis 1998 in insgesamt zehn gemeinsamen Filmen auf. Matthau wurde für seine Darstellung des schmierigen Rechtsanwalts mit dem Oscar als bester Nebendarsteller ausgezeichnet.
Er hätte seinen großen Durchbruch fast nicht mehr erlebt, denn infolge exzessiven Rauchens und chronischer Spielsucht (er selbst schätzte seine Spielverluste auf insgesamt fünf Millionen US-Dollar) erlitt er 1966 einen schweren Herzinfarkt (für einige Minuten wurde er im Krankenhaus bereits für tot erklärt). Matthau gab das Rauchen auf und ging fortan jeden Tag zwei bis fünf Meilen zu Fuß, doch blieb er zeit seines Lebens gesundheitlich angeschlagen.
In der gleichnamigen Verfilmung von Ein seltsames Paar unter der Regie von Gene Saks konnte Walter Matthau 1968 an der Seite seines kongenialen Partners Lemmon einen weltweiten Erfolg verbuchen. In der Rolle des chaotischen Sportreporters Oskar Madison, der seine Wohnung verkommen lässt, lieferte er sich scharfzüngige Wortgefechte mit seinem Freund Felix Ungar (Lemmon), einem neurotischen Ordnungsfanatiker, der sich in Madisons Wohnung einquartiert, weil ihn seine Frau aus der gemeinsamen Wohnung geworfen hat. Ein seltsames Paar wurde zu einem der bekanntesten Filme des Schauspielerduos und avancierte mit einem Einspielergebnis von 44 Millionen Dollar allein in den USA zu einem der erfolgreichsten Filme der späten 1960er Jahre. 1970 zog der Film eine Fernsehserie nach sich, in der Jack Klugman und Tony Randall Oskar Madison und Felix Ungar verkörperten.
Während in den späten 1960er Jahren die Karrieren vieler Stars ins Trudeln gerieten, etablierte sich Walter Matthau mit Ende 40 auf Jahre hinaus als kassenträchtiger Top-Star mit großer, weltweiter Fangemeinde. Typischerweise verkörperte er mürrische Männer mit sauertöpfischem Gesichtsausdruck, deren misanthropisches Auftreten für viel Amüsement sorgte. Matthau zählte nun auch zu den besser verdienenden Schauspielern in Hollywood und erhielt Mitte der 1970er Jahre beispielsweise Gagen von 800.000 Dollar.
1968 war er in der skurrilen Fantasy-Erotikkomödie Candy zu sehen, die den liberalen Zeitgeist der späten 1960er widerspiegeln sollte, aber trotz hochkarätiger Besetzung (unter anderem Marlon Brando und Richard Burton) an den Kinokassen durchfiel.
Mit einer Produktionszeit von zwei Jahren und einem gigantischen Budget von rund 25 Millionen Dollar zählte der Musicalfilm Hello, Dolly! (1969) zu den aufwendigsten Produktionen der 1960er Jahre. Unter der Regie von Gene Kelly agierte Matthau darin neben Barbra Streisand, einem der Superstars dieser Ära, und spielte den „Halb-Millionär“ Horace Vandergelder, der nach allerlei Verwicklungen seine eigene Heiratsvermittlerin ehelicht. Matthau verstand sich bei den Dreharbeiten nicht mit Streisand und warf ihr „Größenwahn“ vor. Hello, Dolly!, einer der letzten hochbudgetierten Musicalfilme, mit denen in der zweiten Hälfte der 1960er das Publikum in die Kinos gelockt werden sollte, konnte seine enormen Produktionskosten nicht einspielen.
In der Boulevardkomödie Die Kaktusblüte (1969) agierte Matthau neben Ingrid Bergman als bindungsunwilliger Zahnarzt mit Beziehungsproblemen, der sich schließlich in seine Sprechstundenhilfe verliebt. Von der Kritik wurde insbesondere das perfekte Zusammenspiel der beiden erfahrenen Hauptdarsteller gelobt.

### 1970–1979
Matthau, der sich als Charakterdarsteller empfand, missfiel es, als Komödiant abgestempelt zu werden. Er trat zwar auch weiterhin regelmäßig in Filmen dieses Genres auf (Keiner killt so schlecht wie ich, 1971, Hotelgeflüster, 1971), übernahm in den frühen 1970er Jahren aber auch gezielt Rollen in ernsteren Filmen. Schon in den 1950ern und 1960ern hatte er in dramatischen Rollen überzeugt, so in Der Mann aus Kentucky (1955), Einsam sind die Tapferen (1961), Charade (1963) oder Die 27. Etage (1964).
1973 trat er unter der Regie von Don Siegel in dem Actionthriller Der große Coup in der ungewohnten Rolle eines Bankräubers in Erscheinung, der nach einem missglückten Coup von Polizei und Mafia gejagt wird. Im selben Jahr spielte er in Massenmord in San Francisco einen Polizeidetektiv, der ein Bus-Massaker aufklären muss. Seinen wohl bekanntesten Auftritt in einem Kriminalfilm hatte Matthau 1974 in Stoppt die Todesfahrt der U-Bahn 123, in dem er als U-Bahn-Polizist mit der Entführung eines New Yorker Subway-Zuges konfrontiert wird und verzweifelt versucht, das Leben der Passagiere zu retten. Diese Filme waren allerdings weniger erfolgreich als seine beliebten Komödien.
1974 absolvierte Matthau unter dem Namen Walter Matuschanskayasky einen Cameo-Auftritt in dem Katastrophenfilm Erdbeben und stellte einen Trinker dar, der das titelgebende Erdbeben unbeschadet in einer Bar übersteht. Im selben Jahr war er erneut unter der Regie von Billy Wilder und an der Seite seines Langzeitpartners Jack Lemmon zu sehen. Extrablatt war eine beißende Satire aufs Zeitungs-, Polizei- und Justizmilieu sowie auf das Polit-Establishment, das von Zynismus und Korruption beherrscht wird. Obwohl im Jahr 1929 angesiedelt, verwies der Film in Inszenierung, Inhalt, Dialog eindeutig auf die Watergate-Ära, in der er entstand. Matthau war als durchtriebener Chefredakteur Walter Burns zu sehen, der lauter schmutzige Tricks anwendet, um zu verhindern, dass sein Star-Reporter Hildy Johnson (Lemmon) den Beruf wechselt. Auch mit diesem Film waren Lemmon und Matthau an den Kinokassen erfolgreich.
1974 trat Walter Matthau – neben Jack Lemmon – in dem Stück Juno and the Paycock zum letzten Mal als Theaterschauspieler in Erscheinung, 1975 waren er und George Burns in Die Sunny Boys als zerstrittene Alt-Komödianten zu sehen. Matthau trat hier in der Maske eines sehr viel älteren Mannes auf. In den Folgejahren spielte er unter anderem einen Baseballtrainer in Die Bären sind los (1976) und einen verwitweten Chirurgen, der sich neu verliebt (Hausbesuche, 1978). Mit diesen und anderen Filmen war Matthau erneut sehr erfolgreich und bestätigte seine Position als einer von Hollywoods führenden Komödianten.
Im April 1976 unterzog sich Matthau, dessen Gesundheit seit seinem Herzinfarkt angeschlagen war, einer Bypass-Operation.

### Tod

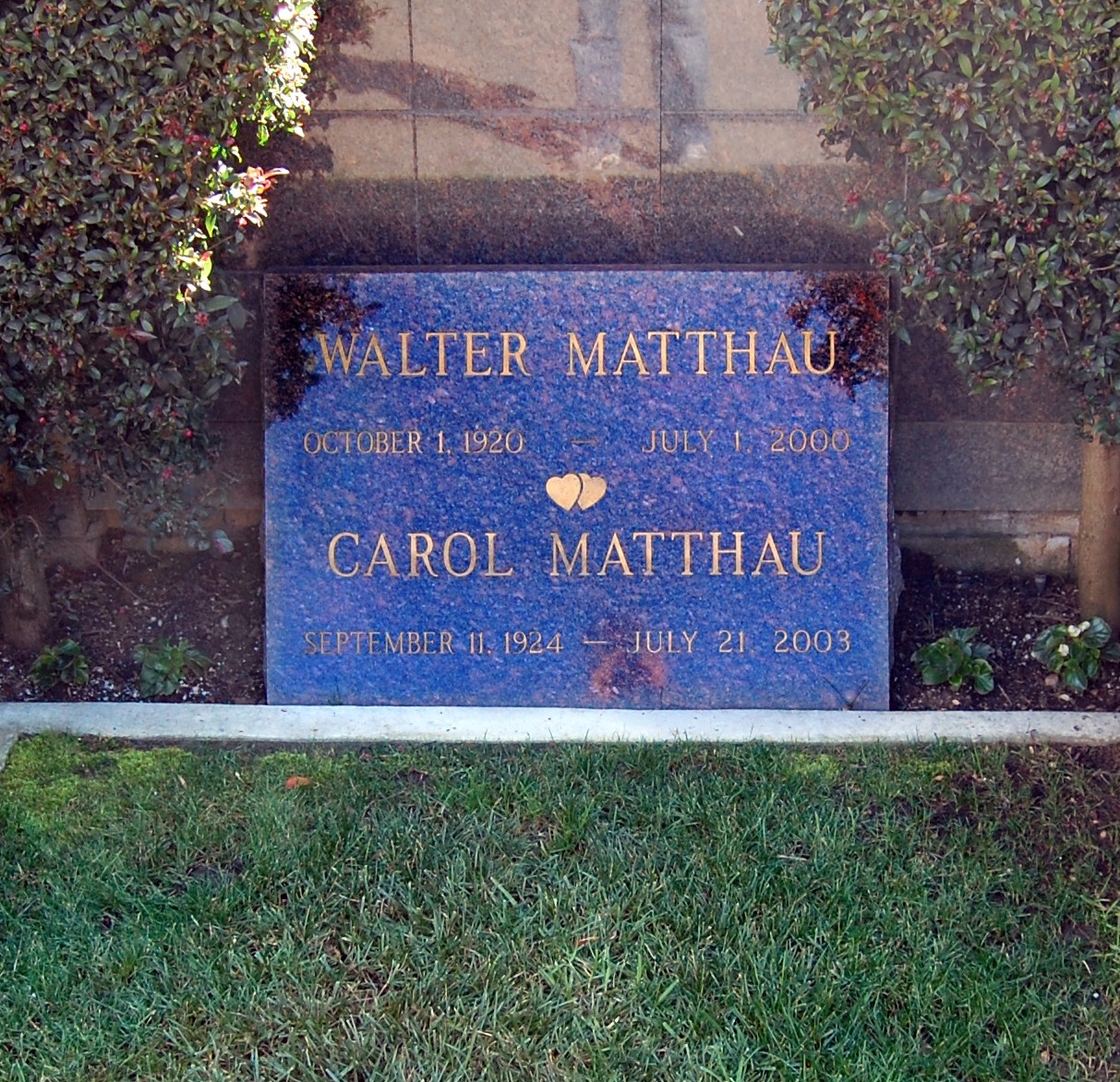
Das Grab von Walter Matthau und seiner Frau Carol auf dem Westwood Village Memorial Park Cemetery in Brentwood

Walter Matthau starb in der Nacht zum 1. Juli 2000 in einem Krankenhaus bei Santa Monica an den Folgen eines zweiten Herzinfarkts. Er wurde auf dem Westwood Village Memorial Park Cemetery beerdigt; in unmittelbarer Nähe zu ihm fand sein langjähriger Freund Jack Lemmon, der knapp ein Jahr nach ihm verstarb, seine letzte Ruhestätte.

### Die „Matuschanskayasky-Legende“
Es gibt Berichte, Matthaus richtiger Name sei „Matuschanskayasky“ gewesen. Für das Zustandekommen dieser Fehlinformation war er selbst verantwortlich. Matthau war bekannt dafür, dass er oft scherzhafte Geschichten erfand, die er aber ernst vortrug, insbesondere wenn er in Interviews immer wieder die gleichen Fragen beantworten musste. So behauptete er oft, sein zweiter Vorname sei „Foghorn“ (englisch für „Nebelhorn“) oder dass er in der Erbfolge auf den britischen Thron stehe. Teilweise wurden solche Geschichten ernst genommen, was Matthau amüsierte.
Der Name „Matuschanskayasky“ erschien erstmals im Abspann des Films Erdbeben, in dem Matthau einen betrunkenen Gast in einer Bar spielte. Ursprünglich als kurzer Cameo-Auftritt gedacht, sollte sein Name eigentlich gar nicht im Abspann erscheinen. Bei der fertigen Schnittfassung wurde Matthau aber klar, dass sein Auftritt eher dem einer Nebenrolle entsprach und sein Name genannt werden würde. Dies war nicht seine Absicht gewesen, und so sorgte er dafür, dass er als Walter Matuschanskayasky im Abspann erschien.
Wenn er in Interviews darauf angesprochen wurde, antwortete er meist, dass dieser eigentlich sein richtiger Name sei. Die Auskunft schmückte er oft noch mit Geschichten über eine angebliche Spionagekarriere seines Vaters aus, den er auch schon mal zu einem orthodoxen Priester im zaristischen Russland machte.

## Filmografie (Auswahl)
- 1955: Zwischen zwei Feuern (The Indian Fighter)
- 1955: Der Mann aus Kentucky (The Kentuckian)
- 1956: Eine Handvoll Hoffnung (Bigger Than Life)
- 1958: Mein Leben ist der Rhythmus (King Creole)
- 1958: Der weiße Teufel von Arkansas (Ride a Crooked Trail)
- 1959: Gangster Story
- 1960: Fremde, wenn wir uns begegnen (Strangers When We Meet)
- 1961: Alfred Hitchcock Presents (Fernsehserie, Folge “Davie hat keine Nerven”)
- 1962: Einsam sind die Tapferen (Lonely Are the Brave)
- 1963: Island of Love
- 1963: Charade
- 1964: Angriffsziel Moskau (Fail Safe)
- 1964: Operation Pazifik (Ensign Pulver)
- 1964: Die 27. Etage (Mirage)
- 1964: Goodbye Charlie
- 1966: Der Glückspilz (The Fortune Cookie)
- 1967: Leitfaden für Seitensprünge (A Guide for the Married Man)
- 1968: Ein seltsames Paar (The Odd Couple)
- 1968: The Secret Life of an American Wife
- 1968: Hello, Dolly!
- 1968: Candy
- 1969: Die Kaktusblüte (Cactus Flower)
- 1970: Keiner killt so schlecht wie ich (A New Leaf)
- 1970: Hotelgeflüster (Plaza Suite)
- 1971: Opa kann’s nicht lassen (Kotch)
- 1972: Peter und Tillie (Pete ’n’ Tillie)
- 1973: Der große Coup (Charley Varrick)
- 1973: Massenmord in San Francisco (The Laughing Policeman)
- 1974: Stoppt die Todesfahrt der U-Bahn 123 (The Taking of Pelham One Two Three)
- 1974: Erdbeben (Earthquake)
- 1974: Extrablatt (The Front Page)
- 1975: Die Sunny Boys (The Sunshine Boys)
- 1976: Die Bären sind los (The Bad News Bears)
- 1978: Hausbesuche (House Calls)
- 1978: Der Champion (Casey’s Shadow)
- 1978: Das verrückte California-Hotel (California Suite)
- 1980: Ein reizender Fratz (Little Miss Marker)
- 1980: Agentenpoker (Hopscotch)
- 1981: Ein Montag im Oktober (First Monday in October)
- 1981: Buddy Buddy
- 1982: Eigentlich wollte ich zum Film (I Ought to Be in Pictures)
- 1983: Die Überlebenskünstler (The Survivors)
- 1986: Piraten (Pirates)
- 1988: Ein himmlischer Teufel (Il piccolo diavolo)
- 1988: Der Couch-Trip (The Couch Trip)
- 1991: JFK – Tatort Dallas (JFK)
- 1993: Ein verrücktes Paar (Grumpy Old Men)
- 1993: Dennis (Dennis the Menace)
- 1994: I.Q. – Liebe ist relativ (I.Q.)
- 1995: Die Grasharfe (The Grass Harp)
- 1995: Der dritte Frühling – Freunde, Feinde, Fisch & Frauen (Grumpier Old Men)
- 1996: Ich bin nicht Rappaport (I’m Not Rappaport)
- 1997: Tango gefällig? (Out to Sea)
- 1998: Immer noch ein seltsames Paar (The Odd Couple II)
- 1998: Papas zweiter Frühling (The Marriage Fool, Fernsehfilm)
- 2000: Aufgelegt! (Hanging Up)

## Synchronstimmen
Matthaus vermutlich bekannteste Synchronstimme ist die von Wolfgang Lukschy (z. B. Stoppt die Todesfahrt der U-Bahn 123, Ein seltsames Paar). Weitere Sprecher waren Wolfgang Völz und Martin Hirthe.

## Auszeichnungen
Oscar

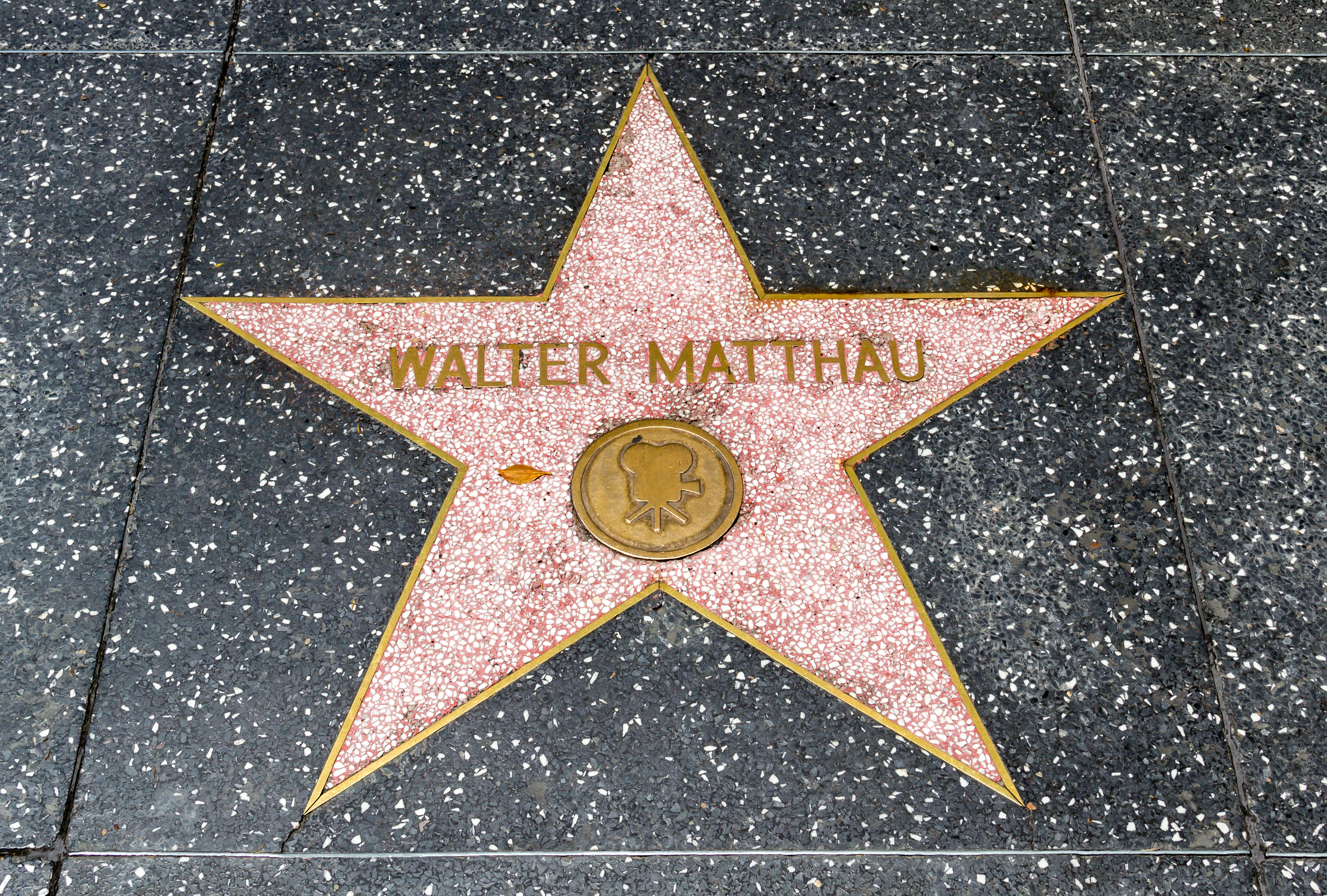
Stern auf dem Hollywood Walk of Fame

- 1966: Oscar als bester Nebendarsteller für Der Glückspilz
- 1971: Nominierung als bester Hauptdarsteller für Opa kann’s nicht lassen
- 1975: Nominierung als bester Hauptdarsteller für Die Sunny Boys

Golden Globe
- 1966: Nominierung als bester Nebendarsteller für Der Glückspilz
- 1968: Nominierung als bester Hauptdarsteller in einer Komödie für Ein seltsames Paar
- 1971: Nominierung als bester Hauptdarsteller für Opa kann’s nicht lassen
- 1972: Nominierung als bester Hauptdarsteller für Peter und Tillie
- 1974: Nominierung als bester Hauptdarsteller für Extrablatt
- 1976: Golden Globe als bester Hauptdarsteller für Die Sunny Boys
- 1980: Nominierung als bester Hauptdarsteller für Agentenpoker
- 1981: Nominierung als bester Hauptdarsteller für Ein Montag im Oktober

BAFTA Award
- 1969: Nominierung als bester Hauptdarsteller für Hello, Dolly!
- 1970: Nominierung als bester Hauptdarsteller für Das Geheimleben einer Amerikanerin
- 1973: Auszeichnung als bester Hauptdarsteller für Peter und Tillie
- 1973: Auszeichnung als bester Hauptdarsteller für Der große Coup
- 1977: Nominierung als bester Hauptdarsteller für Die Sunny Boys
- 1977: Nominierung als bester Hauptdarsteller für Die Bären sind los

Laurel Awards
- 1967: Laurel Award als bester Nebendarsteller für Der Glückspilz
- 1968: Laurel Award als bester Hauptdarsteller in einer Komödie für Ein seltsames Paar
- 1968: Nominierung als bester männlicher Star
- 1970: Nominierung als bester männlicher Star

Emmy
- 1962: Nominierung für Big Deal in Laredo (TV)

Weitere
- 1967: Kansas City Film Critics Circle Award als bester Nebendarsteller für Der Glückspilz
- 1972: Kansas City Film Critics Circle Award als bester Hauptdarsteller für Opa kann’s nicht lassen
- 1975: David-di-Donatello-Preis als bester ausländischer Schauspieler für Extrablatt
- 1993: Lifetime Achievement Award der ShoWest Convention für sein Lebenswerk
- 1997: Lifetime Achievement Award in Comedy der American Comedy Awards für sein Lebenswerk als Komödiant
- Ihm zu Ehren wurde ein Stern auf dem Hollywood Walk of Fame bei der Adresse 6357 Hollywood Blvd. eingelassen.